# Nekrolog 1714
Nekrolog
◄◄
| ◄
| 1710
| 1711
| 1712
| 1713
| 1714 | 1715 | 1716 | 1717 | 1718 | ► | ►►
Weitere Ereignisse | Allgemeiner Nekrolog 1714
Die Beschreibung der verstorbenen Person sollte so kurz wie möglich gehalten sein und nur deren signifikante Tätigkeit(en) enthalten.
Neue Namen ggf. auch unter dem Geburts- und Sterbedatum, also etwa unter 1. Januar und im Geburts- und Sterbejahr (2024) eintragen (nur bei entsprechender großer Wichtigkeit). Für Beispiele siehe die schon vorhandenen Artikel.
Außerdem über die fünf zuletzt Verstorbenen, zu denen es einen ausreichend guten Artikel für eine Präsentation auf der Hauptseite gibt, nach der todesbedingten Überarbeitung der Artikel ggf. auch unter Wikipedia Diskussion:Hauptseite informieren und sie am besten auch in den anderen Wikipedia-Sprachversionen eintragen. Tipp: Regelmäßig bei news.google.de nach „ist tot“, „gestorben“ oder „verstorben“ suchen.
Wenn eine Person gestorben ist, gibt es viele Seiten zu dieser Person in der Wikipedia, die davon auch betroffen sind und entsprechend aktualisiert werden müssen. Beispiele: Namenübersichtsseite, Geburtsjahr, Geburtsort-Seiten und viele mehr.
Wie finde ich die betroffenen Seiten?
Im Suchfeld auf der linken Seite gibt man den Suchbegriff so ein: „Vorname Nachname“. Dann klickt man auf Volltext und alle Seiten mit entsprechendem Suchtext werden aufgerufen. Hier sieht man dann schnell, wo auch das Todesjahr Sinn macht oder sogar ein Teil des Artikels angepasst werden muss. Auch hilft das „Werkzeug“ auf der linken Seite sehr gut, um solche Seiten aufzufinden: „Links auf diese Seite“. Somit ist die Wikipedia wieder aktuell in allen Bereichen! Hinweis: bei Eintragung der Kategorie „Gestorben JAHR“ wird der Missbrauchsfilter 49 ausgelöst, was jedoch nicht schlimm ist. Siehe: Spezial:Missbrauchsfilter/49
Dies ist eine Liste von im Jahr 1714 verstorbenen bekannten Persönlichkeiten. Die Einträge erfolgen innerhalb der einzelnen Daten alphabetisch sortiert. Tiere sind im Nekrolog für Tiere zu finden.

## Januar
| Tag        | Name                     | Beruf, bekannt als                                                                                               | Alter | Beleg |
| ---------- | ------------------------ | --- | ----- | ----- |
| 1. Januar  | Leffmann Behrens         | deutscher Hofjude, Hof- und Kammeragent (Bankier) der hannoverschen Welfenherzöge                                |       |       |
| 3. Januar  | Maria Katharina Strozzi  | österreichische Adlige, Gründerin und Namensgeberin der Wiener Vorstadt Strozzigrund                             |       |       |
| 5. Januar  | Johann Conrad Melm       | deutscher Mediziner und Physiker                                                                                 | 36    |       |
| 10. Januar | Constantin Ranst         | Kaufmann in Diensten der Niederländischen Ostindien-Kompanie (VOC), einer der reichsten Niederländer seiner Zeit | 78    |       |
| 11. Januar | Anton Ignaz Müntzer      | Titularbischof von Madaura und Weihbischof in Breslau                                                            | 54    |       |
| 14. Januar | Konrad Friedlieb         | deutscher Jurist                                                                                                 |       |       |
| 23. Januar | Ernst Detlof von Krassow | schwedischer General                                                                                             |       |       |
| 30. Januar | Georg Wilhelm Laubenberg | Bayreuther Persönlichkeit                                                                                        |       |       |

## Februar
| Tag         | Name                                | Beruf, bekannt als | Alter | Beleg |
| ----------- | ----------------------------------- | --- | ----- | ----- |
| 3. Februar  | Karl Emil von Wartensleben          | Reichsfreiherr von Wartensleben, landgräflich hessen-kasselscher Oberst und Brigadier, Oberhofmeister und Oberkämmerer der Landgräfin Amalie von Hessen, Gemahlin Landgraf Karl’s von Hessen, Besitzer des Gutes Winterbüren bei Kassel | 44    |       |
| 4. Februar  | Florenz von dem Velde               | Abt von Corvey | 70    |       |
| 5. Februar  | Carlo Fontana                       | schweizerisch-italienischer Architekt, Bildhauer und Ingenieur | 75    |       |
| 14. Februar | Maria Luisa Gabriella von Savoyen   | Königin und Regentin von Spanien | 25    |       |
| 15. Februar | Hans Wachtmeister zu Johannishus    | schwedischer Admiral, Feldherr und Politiker | 72    |       |
| 17. Februar | Antonio Francesco Sanvitale         | italienischer Kardinal und Bischof von Urbino | 54    |       |
| 21. Februar | Eugen Alexander von Thurn und Taxis | Generalpostmeister, erster Fürst von Thurn und Taxis |       |       |
| 24. Februar | Edmund Andros                       | amerikanischer Kolonialgouverneur von New York | 76    |       |

## März
| Tag      | Name                                          | Beruf, bekannt als                                              | Alter | Beleg |
| -------- | --------------------------------------------- | --------------------------------------------------------------- | ----- | ----- |
| 2. März  | Philipp Cuno von Bassewitz                    | mecklenburgischer Landrat und Provisor des Klosters Dobbertin   | 54    |       |
| 3. März  | Hans Carl von Carlowitz                       | deutscher Kameralist und Oberberghauptmann                      | 68    |       |
| 8. März  | Heinrich Ferdinand von der Leyen zu Nickenich | katholischer Geistlicher                                        |       |       |
| 11. März | Johanna Vergouwen                             | flämische Malerin                                               |       |       |
| 23. März | Bernhard Simon von Kerssenbrock               | hessischer Generalleutnant                                      | 74    |       |
| 27. März | Anton Ulrich                                  | Herzog von Braunschweig-Wolfenbüttel, Schriftsteller und Mäzen  | 80    |       |
| 27. März | Charlotte Amalie von Hessen-Kassel            | Prinzessin von Hessen-Kassel, durch Heirat Königin von Dänemark | 63    |       |

## April
| Tag       | Name                           | Beruf, bekannt als                                                   | Alter | Beleg |
| --------- | ------------------------------ | -------------------------------------------------------------------- | ----- | ----- |
| 6. April  | Gaspare Carpegna               | italienischer Geistlicher, Bischof und Kardinal der Römischen Kirche | 88    |       |
| 10. April | Gottlieb Gerhard Titius        | deutscher Rechtswissenschaftler                                      | 52    |       |
| 11. April | Christoph Gerke                | Braunschweiger Bürgermeister und Chronist                            | 85    |       |
| 15. April | Esther Schulhoff               | preußische Unternehmerin und Münzmeisterin                           |       |       |
| 17. April | Philipp Heinrich Erlebach      | deutscher barocker Komponist                                         | 56    |       |
| 17. April | Haquin Spegel                  | schwedischer Theologe und Dichter                                    | 68    |       |
| 21. April | Cornelius Anckarstjerna        | schwedischer Admiral und Freiherr                                    | 59    |       |
| 21. April | Wassili Wassiljewitsch Golizyn | russischer Politiker                                                 |       |       |
| 26. April | Michael Telonius               | deutscher Organist, Komponist und Librettist                         | 62    |       |
| 27. April | Vincenzo Gonzaga               | italienischer Herzog                                                 | 79    |       |
| 29. April | Antonio Riva                   | Schweizer Architekt, Baumeister                                      |       |       |
| 29. April | Dietrich Joseph Speckhewer     | Bürgermeister der Reichsstadt Aachen                                 |       |       |

## Mai
| Tag     | Name                                | Beruf, bekannt als                                                     | Alter | Beleg |
| ------- | ----------------------------------- | ---------------------------------------------------------------------- | ----- | ----- |
| 4. Mai  | Charles de Bourbon, duc de Berry    | Herzog von Berry und Anwärter auf den französischen Thron              | 27    |       |
| 4. Mai  | Ewald Joachim von Eichmann          | deutscher Rechtsgelehrter und Kommunalpolitiker                        | 60    |       |
| 5. Mai  | Christian Maximilian Spener         | deutscher Mediziner, Genealoge und Heraldiker                          | 36    |       |
| 15. Mai | Jörg Hofmann                        | deutscher Zimmermann und Bildschnitzer                                 |       |       |
| 17. Mai | Giovanni Alberto Badoer             | italienischer Kardinal der katholischen Kirche                         | 65    |       |
| 18. Mai | Iwan Fedossejewitsch Bozis          | russischer Admiral, einer der Gründer der Kaiserlich Russischen Marine |       |       |
| 22. Mai | Johann Heinrich Leonhardi           | sachsen-eisenachischer Regierungspräsident                             | 68    |       |
| 23. Mai | Walter Clarke                       | britischer Politiker                                                   |       |       |
| 23. Mai | Robert Wyard                        | Benediktiner                                                           | 76    |       |
| 24. Mai | Henry Somerset, 2. Duke of Beaufort | englischer Adliger und Politiker                                       | 30    |       |
| 30. Mai | Gottfried Arnold                    | deutscher Theologe und Kirchengeschichtsschreiber                      | 47    |       |

## Juni
| Tag             | Name                                    | Beruf, bekannt als                                                      | Alter | Beleg |
| --------------- | --------------------------------------- | ----------------------------------------------------------------------- | ----- | ----- |
| 1. oder 2. Juni | Claudius Lacroix                        | deutscher Jesuit                                                        | 62    |       |
| 2. Juni         | Friedrich Erdmann von Sachsen-Merseburg | Prinz von Sachsen-Merseburg                                             | 22    |       |
| 3. Juni         | Friedrich Wilhelm                       | königlich dänischer Generalmajor und Chef des Oldenburger Landregiments | 45    |       |
| 5. Juni         | Johann Dietrich von Hoverbeck           | deutscher Diplomat                                                      | 61    |       |
| 8. Juni         | Sophie von der Pfalz                    | Kurfürstin von Hannover                                                 | 83    |       |
| 13. Juni        | Heinrich Masius                         | deutscher Pädagoge und Kirchenlieddichter                               |       |       |
| 14. Juni        | Franz Philipp von Plotho                | preußischer Generalmajor                                                |       |       |
| 19. Juni        | Christian Juncker                       | deutscher Historiograph und Schriftsteller                              | 45    |       |
| 20. Juni        | Maria Anna Mancini                      | durch Heirat Herzogin von Bouillon                                      |       |       |
| 21. Juni        | Andreas Homborg                         | deutscher Rechtswissenschaftler                                         | 58    |       |
| 22. Juni        | Matthew Henry                           | englischer presbyterianischer Pfarrer und Bibelkommentator              | 51    |       |
| 23. Juni        | Andreas Schlüter                        | preußischer Architekt und Bildhauer                                     | 54    |       |
| 28. Juni        | Daniel Papebroch                        | Historiker und Theologe                                                 | 86    |       |

## Juli
| Tag      | Name                                | Beruf, bekannt als                                       | Alter | Beleg |
| -------- | ----------------------------------- | -------------------------------------------------------- | ----- | ----- |
| 1. Juli  | Simon Bougis                        | französischer Benediktinermönch                          |       |       |
| 3. Juli  | Paolo Amato                         | italienischer Architekt                                  | 80    |       |
| 4. Juli  | Antonio Magliabechi                 | italienischer Gelehrter, Bibliophiler und Bibliothekar   | 80    |       |
| 16. Juli | Christoph Helwig junior             | deutscher Mediziner                                      | 34    |       |
| 19. Juli | Kaspar Friedrich von Lethmate       | kurbrandenburger Generalmajor                            | 61    |       |
| 24. Juli | Georg Adam von Martinitz            | böhmischer Adliger, österreichischer Diplomat            |       |       |
| 31. Juli | Johann Westken                      | deutscher Jurist und Bürgermeister der Hansestadt Lübeck | 74    |       |
| Juli     | Thomas Thynne, 1. Viscount Weymouth | englischer Adliger und Politiker                         |       |       |

## August
| Tag        | Name                     | Beruf, bekannt als                         | Alter | Beleg |
| ---------- | ------------------------ | ------------------------------------------ | ----- | ----- |
| 1. August  | Anne                     | Königin von England, Schottland und Irland | 49    |       |
| 1. August  | Elias Meniates           | Erzbischof von Kernike und Kalavryta       |       |       |
| 15. August | Constantin Brâncoveanu   | Fürst der Walachei                         |       |       |
| 15. August | Anna Mons                | Geliebte von Peter dem Großen              | 42    |       |
| 19. August | Johann Schack            | deutscher Rechtsgelehrter                  | 53    |       |
| 20. August | Cristóbal de Villalpando | neuspanischer Maler                        |       |       |
| 21. August | Georg Beyer              | deutscher Jurist und Rechtslehrer          | 48    |       |
| 30. August | Johannes Andreas Planer  | deutscher Mathematiker                     |       |       |

## September
| Tag           | Name                                        | Beruf, bekannt als | Alter  | Beleg |
| ------------- | ------------------------------------------- | --- | ------ | ----- |
| 3. September  | Pietro Antonio Fiocco                       | italienisch-belgischer Komponist und Kapellmeister des Barock                                                             | 60     |       |
| 9. September  | Johannes Riemer                             | deutscher Theologe und Schriftsteller                                                                                     | 66     |       |
| 9. September  | Heinrich Günther von Thulemeyer             | deutscher Jurist, Historiker und Gelehrter                                                                                |        |       |
| 11. September | Bernhard Friedrich von Krosigk              | deutscher Freiherr, Geheimrat und Astronom                                                                                | 57     |       |
| 11. September | Johann Ludolph Quenstedt                    | Buchhändler und erster Oberbürgermeister von Wittenberg                                                                   | 50     |       |
| 15. September | Henricus Pontanus                           | deutscher reformierter Theologe                                                                                           |        |       |
| 20. September | Detlev Siegfried von Ahlefeldt              | Herr auf Brodau, Landrat und Amtmann von Oldenburg und Fehmarn                                                            | 55     |       |
| 20. September | Stephan du Trossel                          | preußischer Generalmajor                                                                                                  |        |       |
| 20. September | Anna Waser                                  | Schweizer Malerin und Radiererin                                                                                          | 35     |       |
| 22. September | Lorenzo Piccolomini                         | Herzog von Amalfi, Reichsfürst und Herr der Herrschaft Náchod in Ostböhmen                                                | 57     |       |
| 25. September | Friedrich Christian Kielman von Kielmansegg | Diplomat in herzoglich Holstein-Gottorfschen und königlich dänischen Diensten, Dompropst in Hamburg und Domherr in Lübeck | 75     |       |
| 24. September | Christian Kreß                              | kursächsischer Beamter | ca. 80 |       |
| 27. September | Thomas Britton                              | englischer Kohlenhändler und Hobbymusiker                                                                                 | 70     |       |

## Oktober
| Tag         | Name                             | Beruf, bekannt als                                                           | Alter | Beleg |
| ----------- | -------------------------------- | ---------------------------------------------------------------------------- | ----- | ----- |
| 4. Oktober  | Johann Maximilian von Humbracht  | deutscher Politiker und Genealoge                                            | 60    |       |
| 4. Oktober  | Peter Strudel                    | österreichischer Bildhauer und Maler                                         |       |       |
| 5. Oktober  | Kaibara Ekiken                   | japanischer Neo-Konfuzianer und Botaniker                                    | 83    |       |
| 6. Oktober  | Adalbert von Schleifras          | Fürstabt von Fulda                                                           | 64    |       |
| 10. Oktober | Pierre Le Pesant de Boisguilbert | französischer Ökonom aus der Zeit des Merkantilismus                         | 68    |       |
| 16. Oktober | Anna Maria de Neuf               | Druckerin                                                                    |       |       |
| 18. Oktober | Takemoto Gidayū                  | japanischer Jorurisänger                                                     |       |       |
| 23. Oktober | Philip Wilhelm von Hornick       | deutsch-österreichischer Volkswirtschaftler und Vertreter des Merkantilismus | 74    |       |
| 24. Oktober | Johannes Limberg                 | deutscher Geistlicher und Verfasser von Reiseliteratur                       |       |       |
| 25. Oktober | Sébastien Le Clerc               | französischer Radierer und Kupferstecher                                     | 77    |       |

## November
| Tag          | Name                           | Beruf, bekannt als                                     | Alter | Beleg |
| ------------ | ------------------------------ | ------------------------------------------------------ | ----- | ----- |
| 2. November  | Giuseppe Passeri               | italienischer Maler                                    | 60    |       |
| 5. November  | Bernardino Ramazzini           | italienischer Mediziner                                | 81    |       |
| 9. November  | Ferdinand Christoph Harpprecht | deutscher Rechtswissenschaftler                        | 64    |       |
| 16. November | Alexander Benedikt Sobieski    | polnischer Prinz                                       | 37    |       |
| 20. November | Fabio Brûlart de Sillery       | französischer römisch-katholischer Bischof und Dichter | 59    |       |
| 22. November | Samuel Reyher                  | deutscher Mathematiker und Astronom                    | 79    |       |
| 27. November | Giovanni Battista Sidotti      | italienischer Jesuitenpriester und Missionar           |       |       |
| 30. November | Jakob Engel                    | Baumeister des Barock                                  | 82    |       |
| 30. November | Guillaume-Gabriel Nivers       | französischer Organist und Komponist                   |       |       |

## Dezember
| Tag          | Name                              | Beruf, bekannt als                                | Alter | Beleg |
| ------------ | --------------------------------- | ------------------------------------------------- | ----- | ----- |
| 1. Dezember  | Vincent Ragot de Beaumont         | französischer Geistlicher und Essayist            |       |       |
| 5. Dezember  | Helwig Sillem                     | deutscher Jurist und Politiker                    |       |       |
| 7. Dezember  | Jacques de Beaulieu               | französischer Chirurg                             | ≈63   |       |
| 9. Dezember  | Johann Friedrich Nette            | deutscher Ingenieuroffizier und Architekt         |       |       |
| 10. Dezember | Anton von Anhalt-Zerbst           | Prinz von Anhalt-Zerbst                           | 61    |       |
| 18. Dezember | César d’Estrées                   | französischer Diplomat und Kardinal               | 86    |       |
| 19. Dezember | Johann von Reutern                | Ratsherr in Riga                                  |       |       |
| 19. Dezember | Johann Stridbeck der Jüngere      | deutscher Zeichner, Kupferstecher und Verleger    |       |       |
| 20. Dezember | Friedrich Mauritz von Plettenberg | Domherr in Hildesheim und Münster                 | 66    |       |
| 22. Dezember | Tommaso Baj                       | italienischer Sänger, Komponist und Kapellmeister |       |       |
| 31. Dezember | Johann Karl Naeve                 | deutscher Rechtswissenschaftler                   |       |       |

## Datum unbekannt
| Tag | Name                                   | Beruf, bekannt als                                                                                         | Alter | Beleg |
| --- | -------------------------------------- | --- | ----- | ----- |
|     | Jan van Aardenburgh                    | niederländischer Patronenmaler                                                                             |       |       |
|     | Johann Georg Albini der Jüngere        | deutscher Barockdichter                                                                                    |       |       |
|     | Clemens Hader                          | deutsch-österreichischer Opernsänger                                                                       |       |       |
|     | Johann Georg Kühnhausen                | deutscher Komponist                                                                                        |       |       |
|     | Atto Melani                            | italienischer Kastrat, Diplomat, Spion und Schriftsteller                                                  |       |       |
|     | Ngawang Lobsang Chöden                 | Geistlicher des tibetischen Buddhismus, Autor, kuutuktu                                                    |       |       |
|     | Paul du Ry                             | französisch-deutscher Ingenieur, Oberhofbaumeister und Architekt                                           |       |       |
|     | Terdag Lingpa                          | Geistlicher der Mindröl-Ling-Tradition, einer Unterschule der Nyingma-Schule des tibetischen Buddhismus    |       |       |
|     | Johann Ferdinand Hertodt von Todenfeld | deutscher Mediziner und Gelehrter                                                                          |       |       |
|     | Georg Christoph von Utterodt           | fürstlich sächsischer Berghauptmann in Ilmenau und Straßberg und Gutsherr auf Schmerbach und Schwarzhausen |       |       |
|     | Giuseppe Valletta                      | neapolitanischer Jurist und Philosoph                                                                      |       |       |